# Карл Людвиг Австрийский
Карл Людвиг Иосиф Мария Австрийский (нем. Karl Ludwig Joseph Maria von Österreich; 30 июля 1833, Вена — 19 мая 1896, Вена) — эрцгерцог Австрийский из династии Габсбург-Лотарингских, отец Франца Фердинанда.

## Биография
Карл Людвиг родился во дворце Шёнбрунн в Вене. Сын эрцгерцога Франца Карла и Софии Баварской. Среди его братьев — император Австрии Франц Иосиф и император Мексики Максимилиан I. Изначально Карл был влюблен в Елизавету Баварскую и двор одно время планировал устройство их брака, однако в конечном итоге Елизаветой заинтересовался его старший брат и она ответила тому взаимностью.
Карл Людвиг с юности занимал несколько политических должностей, в том числе пост губернатора в Тироле, на который император Франц Иосиф назначил его в 1855 году. Сердечно заботясь о регионе, он очень интересовался реформированием местной системы образования, уделяя большое внимание расширению и благоустройству столицы Инсбрука, посвятив себя изучению и сохранению исторических зданий, присутствующих в городе. Внимательный к местному развитию, он также способствовал развитию местной промышленности и по собственной инициативе организовал первую национальную художественную выставку в Тироле, а также стал покровителем различных ассоциаций художников. Октябрьским дипломом народам Австрии в 1860 г. были предоставлены свободы конституционного государства, но, с другой стороны, коронные земли также были лишены части своего особого статуса управления. Губернаторы попали в полную зависимость от министерства, ответственного перед рейхсратом. Теперь было несовместимо с созданием конституционного государства, чтобы член правящих Габсбургов занимал должность губернатора и, таким образом, подчинялся министру. После военного положения в 1860 году в Тироле встал вопрос о религиозном единстве региона: с одной стороны, Карл Людвиг был обусловлен католическим большинством в парламенте, но как представитель конституционного правительства он счел более правильным гарантировать религиозную свободу без ограничений. Когда 17 июня 1861 года он дал указание провести всенародный референдум по этому вопросу, его брат Франц Иосиф решительно выступил против этого выбора, подтвердив центральное место только католической религии как неотъемлемой части культуры собственно Австрии. Поэтому в соответствии со своей ролью super partes и в отличие от своего брата-императора Карл Людвиг решил уйти в отставку с поста губернатора 11 июля того же года. При этом он остался членом верхней палаты парламента.
Покинув пост губернатора Тироля, Карл Людвиг посвятил себя в основном дипломатическим отношениям в пользу Империи, в том числе восстановлению отношений между Австрией и Россией, которые были скомпрометированы после Крымской войны.
Во время войны в Мексике возведенный на престол в Мехико бездетный эрцгерцог Максимилиан обдумывал возможность передачи мексиканской короны кому-то из сыновей своего брата Карла Людвига, однако из-за малолетства мальчиков, военного поражения и расстрела самого Максимилиана этот план рухнул в зародыше.
Как и его младший брат Людвиг Виктор, с которым он также был близок лично, он очень интересовался искусством и театром и был покровителем многих объединений и обществ художников по всей стране. Он часто давал балы и благотворительные мероприятия для своего брата императора Франца Иосифа по случаю высоких государственных визитов, а также для семьи и друзей, представлял семью на различных мероприятиях и выставках, в частности был руководителем комиссии по устройству Венской всемирной выставки 1873 года и Праге в 1891 году, за что получил от венцев и пражан ироничное прозвище «выставочного эрцгерцога».
После смерти своего племянника кронпринца Рудольфа он стал наследником престола Австро-Венгрии. Вопреки распространенной городской легенде, официально Карл не отказывался от своих прав на престол в пользу сына, однако переложил на того большую часть своих официальных обязанностей, насколько позволяло состояние здоровья и лечение Франца Фердинанда (в 1895-98 гг он лечился от туберкулеза). Таким образом, с 1889 по 1896 год он считался наследником австрийского престола, хотя в силу возраста сам держался при дворе в тени. 

## Семья
Карл Людвиг был женат три раза. В 1856 году он взял в жёны Маргариту Саксонскую (1840—1858), дочь короля Саксонии Иоганна. Она умерла спустя два года во время путешествия в Италию от брюшного тифа, не оставив детей. Молодой эрцгерцог был тяжело подавлен потерей и подумывал уйти в монастырь, однако после поездки в Рим и встречи с папой Пием IX он испытал облегчение и вернулся к своим обязанностям. 
Второй раз он женился в 1862 году на Марии Аннунциате (1843—1871), дочери короля Обеих Сицилий Фердинанда II. Дети:
- Франц Фердинанд (1863—1914);
- Отто Франц (1865—1906);
- Фердинанд Карл (1868—1915);
- Маргарита София (1870—1902), замужем за Альбрехтом Вюртембергским, сыном герцога Филиппа Вюртембергского.

Его третьей супругой, на которой он женился в 1873 году, была Мария Тереза Браганса (1855—1944), дочь короля Португалии Мигеля. Она родила ему двух дочерей:
- Мария Аннунциата (1876—1961), аббатиса в Градчанах.
- Елизавета Амалия (1878—1960), мать князя Франца Иосифа Лихтенштейнского.

## Смерть
Набожный католик, в поездке в Египет и Палестину Карл Людвиг выпил воды из реки Иордан и заболел. Он умер от брюшного тифа 19 мая 1896 года.